# Giro d'Abruzzo
Giro d'Abruzzo är ett italienskt etapplopp i landsvägscykling som avhålls i regionen Abruzzo (vid Adriatiska havets kust öster om Rom) och vars första upplaga kördes 1961. Det var ett rent amatörlopp till 1995, varefter det infogades i UCI:s kalender. Efter att ha ställts in 2005 och 2006, återkom det med en upplaga 2007 som ersatte Giro di Sicilia och som inkluderades i UCI Europe Tour klassificerad som 2.2, varefter loppet lades ner. 2024 återupplivades loppet, nu kategoriserat som 2.1. Sedan 1996 har loppet gått under tre till sex dagar i april eller maj (från 2003 fyra dagar i mitten av april)

## Podieplaceringar
| År         | Vinnare             | Tvåa               | Trea                |             |
| 1961       | Mario Zanchi        |                    |                     |             |
| 1962       | Primo Nardello      |                    |                     |             |
| 1963       | Fabrizio Carloni    |                    |                     |             |
| 1964       | Giancarlo Massari   |                    |                     |             |
| 1965       | Giancarlo Polidori  |                    |                     |             |
| 1966       | Luigi Sgarbozza     |                    |                     |             |
| 1967       | Antonio Fradusco    | Giuseppe Coppola   | Luciano Frezza      |             |
| 1968       | ej avhållet         | ej avhållet        | ej avhållet         | ej avhållet |
| 1969       | Angelo Bassini      | Wilmo Francioni    | Renzo Panicagli     |             |
| 1970       | Paolo Battistacci   | Renzo Pennesi      | Antonio Fradusco    |             |
| 1971       | Luciano Mencuccini  |                    |                     |             |
| 1972       | Palmiro Masciarelli |                    |                     |             |
| 1973- 1978 | ej avhållet         | ej avhållet        | ej avhållet         | ej avhållet |
| 1979       | Giovanni Bino       |                    |                     |             |
| 1980       | Fausto Stiz         |                    |                     |             |
| 1981       | Maurizio Viotto     |                    |                     |             |
| 1982       | Sergej Voronin      | Sergej Prybil      | Francesco Cesarini  |             |
| 1983       | Philippe Le Peurien | Francesco Cesarini | Tullio Cortinovis   |             |
| 1984       | Tullio Cortinovis   | Francesco Cesarini | Stefano Bizzoni     |             |
| 1985       | Enrico Galleschi    |                    |                     |             |
| 1986       | Luigi Botteon       |                    |                     |             |
| 1987       | Angelo Gelfi        |                    |                     |             |
| 1988       | Moreno Picchiò      |                    |                     |             |
| 1989- 1992 | ej avhållet         | ej avhållet        | ej avhållet         | ej avhållet |
| 1993       | Maurizio Frizzo     | Roberto Dal Sie    | Stefano Checchin    |             |
| 1994       | Filippo Casagrande  | Oscar Pozzi        | Francesco Secchiari |             |
| 1995       | Pasquale Braido     | Andrea Zatti       | Renato Poli         |             |

| År         | Vinnare              | Tvåa             | Trea                  |             |
| 1996       | Andrea Zatti         | Oscar Pozzi      | Isidoro Colombo       |             |
| 1997       | Fabio Balzi          | Cristian Moreni  | Maurizio Vandelli     |             |
| 1998       | Francesco Secchiari  | Stefano Faustini | Isidoro Colombo       |             |
| 1999       | Cristian Gasperoni   | Danilo Di Luca   | Giorgio Feliziani     |             |
| 2000       | Daniele De Paoli     | Volodymyr Duma   | Giuseppe Palumbo      |             |
| 2001       | Danilo Di Luca       | Saša Gajičić     | Roberto Petito        |             |
| 2002       | Aljaksandr Kutjynski | Alessio Ciro     | Luigi Buonfrate       |             |
| 2003       | Oscar Mason          | Denis Lunghi     | Michele Scarponi      |             |
| 2004       | Aljaksandr Kutjynski | Valter Bonca     | Domenico Quagliarella |             |
| 2005- 2006 | ej avhållet          | ej avhållet      | ej avhållet           | ej avhållet |
| 2007       | Luca Ascani          | Ivan Fanelli     | Davide Tortella       |             |
| 2008- 2023 | ej avhållet          | ej avhållet      | ej avhållet           | ej avhållet |
| 2024       | Alexej Lutsenko      | Pavel Sivakov    | George Bennett        |             |
| 2025       | Georg Zimmermann     | David de la Cruz | Pablo Torres          |             |